# William Broeksmit
William Shaw Broeksmit (* November 1955 in Chicago; † 26. Januar 2014 in London) war ein US-amerikanischer Bankmanager, der zuletzt in leitender Funktion für die Deutsche Bank arbeitete.

## Leben
Broeksmit wurde als Sohn des Pfarrers John Shaw Broeksmit, Jr. (* 1920; † 22. August 2011) und Jane Murray Broeksmit in Chicago geboren und wuchs dort auf. Er hat eine Schwester, Laura Broeksmit Downing, und vier Brüder, Peter, John, Samuel, und Robert Broeksmit. Er studierte an der Lake Forest Academy (bis 1973), wo sein Vater von 1967 bis 1972 lehrte, und am Claremont McKenna College (bis 1977). 1982 machte er einen MBA an der Kellogg School of Management der Northwestern University.
Seine Bankkarriere startete er bei der Continental Illinois National Bank in Chicago. 1984 wechselte er zu Merrill Lynch. Mitte der 1990er baute er dort gemeinsam mit Anshu Jain das Derivate-Geschäft auf. 1996 wechselte er zur Deutschen Bank, die unter Edson Mitchell ihr Kapitalmarktgeschäft stark ausbaute. Kurz nach dessen Tod 2000 verließ er die Deutsche Bank. 2008 kehrte er als 'Head of Portfolio Risk Optimization' zurück. 2012 sollte er als Nachfolger von Hugo Bänziger Chief Risk Officer werden, was ihm von der Bafin verweigert wurde. Er arbeitete daraufhin als Leiter der Kapital- und Risikooptimierung im Investmentbanking. Im Februar 2013 trat er in den Ruhestand, agierte aber noch einige Monate als Berater der Bank.
Nachdem er einem Psychologen seine Angst vor staatlichen Ermittlungsverfahren bei dem Finanzinstitut gestanden hatte, wurde er mit einer Hundeleine erhängt am 26. Januar 2014 in seinem Haus in London aufgefunden.

## Philanthropie
Die Broeksmit Family Foundation ist 'Platinum Patron' der Tate Gallery of Modern Art. Das Ehepaar Broeksmit war Mitglied des Photography Acquisitions Committee. Darüber hinaus unterstützte die Stiftung 2012 das Whitney Museum of American Art, die Brick Church in New York und die Northwestern University.

## Privates
William Broeksmit war mit Alla Broeksmit (* 1957) verheiratet und hatte einen Sohn (* 1976) und zwei Töchter (* 16. Februar 1987).